# Embrikstrandia distincta
Embrikstrandia distincta là một loài bọ cánh cứng trong họ Cerambycidae.